# Okręg Saint-Benoît
Okręg Saint-Benoît (fr. Arrondissement de Saint-Benoît) – okręg na Reunion. Populacja wynosi 102 tysiące.

## Podział administracyjny
W skład okręgu wchodzą następujące kantony:
- Bras-Panon,
- Plaine-des-Palmistes,
- Saint-André-1,
- Saint-André-2,
- Saint-André-3,
- Saint-Benoît-1,
- Saint-Benoît-2,
- Sainte-Rose,
- Salazie.